# Football League Trophy 2010/11

Logo der Football League Trophy
(Johnstone's Paint Trophy)

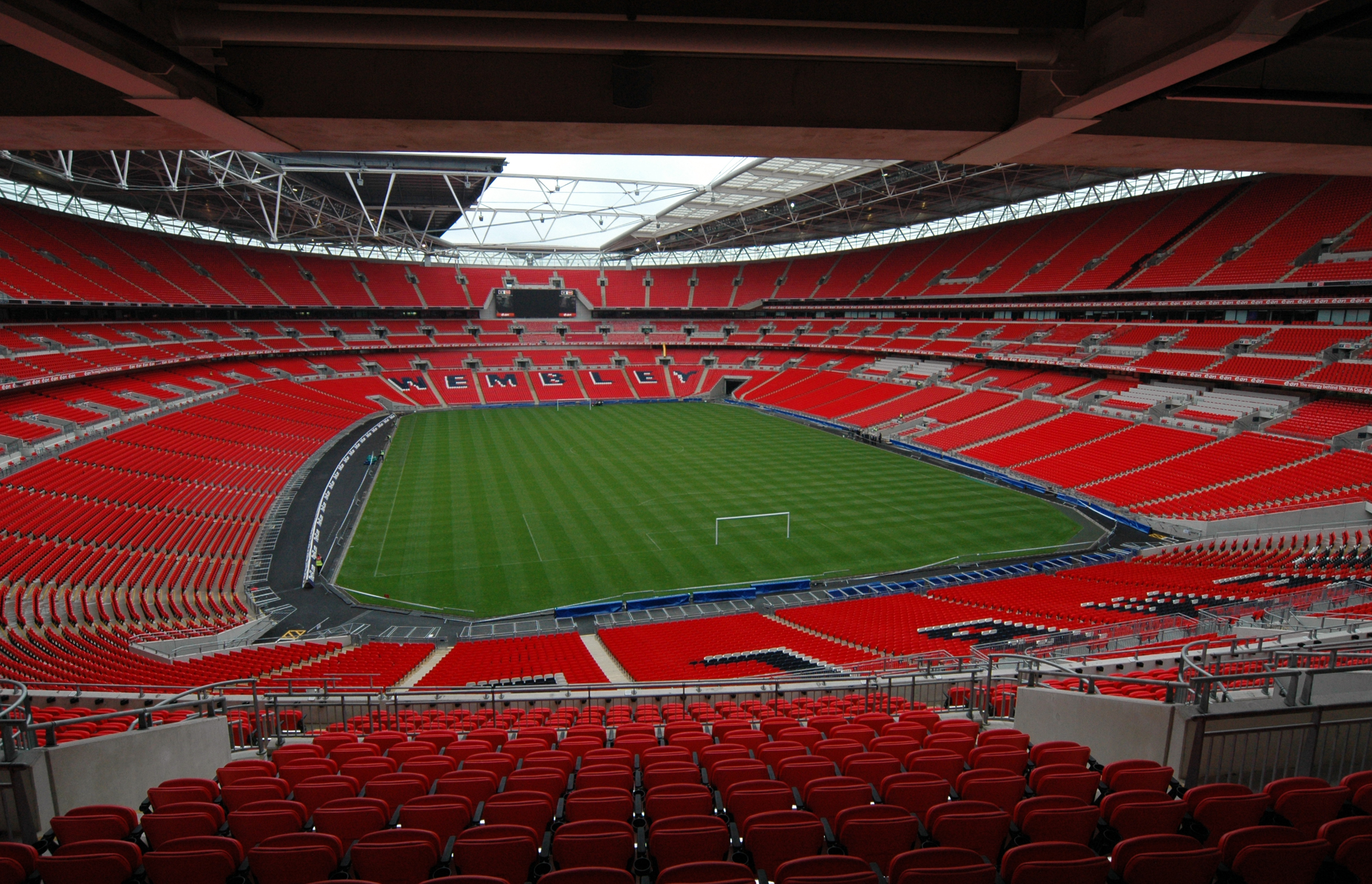
Das Wembley-Stadion in London, Austragungsort des Pokalfinales

Die Football League Trophy 2010/11, auch bekannt unter dem Namen des Hauptsponsors Johnstone's Paint Trophy, war die 27. Austragung dieses Pokalwettbewerbs für die Mannschaften der Football League One und Football League Two, der dritten und vierten Liga im englischen Fußball.
48 Vereine nahmen an den Spielen um die Football League Trophy 2010/11 teil, welche am 31. August 2010 begannen und am 3. April 2011 mit dem Finale zwischen dem FC Brentford und Carlisle United im Wembley-Stadion in London endeten, das Carlisle United mit 1:0 gewinnen konnte.

## Modus
Die Football League Trophy wird in Runden ausgespielt. Es nehmen nur Mannschaften der Football League One und Football League Two teil sowie ausgewählte eingeladene Vereine der Conference National. Sie spielen im K.-o.-System in einfachen Spielen in einer nördlichen und südlichen Region (Northern und Southern Section) ihren Gewinner aus. Die beiden Regionengewinner treten dann im Wembley-Stadion gegeneinander an, um den Pokalsieger zu ermitteln.

## Erste Runde
Die Ziehung der ersten Runde fand am 14. August 2010 statt. 16 Vereine erhielten aufgrund der ungünstigen Anzahl der teilnehmenden Vereine ein Freilos für die zweite Runde. Die restlichen 32 Vereine wurden in vier geografische Regionen (Nordwest, Nordost, Südwest, Südost) innerhalb der zwei sections aufgeteilt.

### Northern Section
|                     | Ergebnis        |                    | Zuschauer |          |
| Nordwest            | Nordwest        | Nordwest           | Nordwest  | Nordwest |
| ------------------- | --------------- | ------------------ | --------- | -------- |
| Macclesfield Town   | 1:0             | FC Morecambe       | 720       |          |
| Oldham Athletic     | 0:1             | Shrewsbury Town    | 2.703     |          |
| Port Vale           | 2:1             | AFC Rochdale       | 2.442     |          |
| Tranmere Rovers     | 1:1 (5:3 i. E.) | Accrington Stanley | 2.020     |          |
| Nordost             |                 |                    |           |          |
| Hartlepool United   | 4:0             | Northampton Town   | 1.359     |          |
| Rotherham United    | 1:0             | Lincoln City       | 1.677     |          |
| Sheffield Wednesday | 2:1             | Notts County       | 10.551    |          |
| FC Walsall          | 1:2             | FC Chesterfield    | 1.793     |          |

### Southern Section
|                        | Ergebnis        |                      | Zuschauer |         |
| Südwest                | Südwest         | Südwest              | Südwest   | Südwest |
| ---------------------- | --------------- | -------------------- | --------- | ------- |
| Aldershot Town         | 2:0             | Oxford United        | 1.607     |         |
| AFC Bournemouth        | 0:0 (0:3 i. E.) | Torquay United       | 3.140     |         |
| FC Southampton         | 0:3             | Swindon Town         | 8.333     |         |
| Yeovil Town            | 1:3             | Exeter City          | 2.954     |         |
| Südost                 |                 |                      |           |         |
| Brighton & Hove Albion | 0:2             | Leyton Orient        | 3.124     |         |
| Charlton Athletic      | 1:0             | Dagenham & Redbridge | 4.630     |         |
| Southend United        | 0:0 (4:3 i. E.) | FC Gillingham        | 3.073     |         |
| FC Stevenage           | 0:1             | FC Brentford         | 1.916     |         |

Freilos:

Northern section:

Bradford City, Burton Albion, FC Bury, Carlisle United, Crewe Alexandra, Huddersfield Town, Peterborough United, Stockport County
Southern section:

FC Barnet, Bristol Rovers, Cheltenham Town, Colchester United, Hereford United, Milton Keynes Dons, Plymouth Argyle, Wycombe Wanderers.

## Zweite Runde
Die Ziehung der zweiten Runde fand am 4. September 2010 statt. Aufgrund dessen, dass Accrington Stanley in der ersten Runde im Spiel gegen die Tranmere Rovers einen nicht spielberechtigten Spieler einsetzten, zogen sie sich nachträglich vom Turnier zurück und die Tranmere Rovers kamen wieder in das Turnier.

### Northern Section
|                     | Ergebnis        |                     | Zuschauer |          |
| Nordwest            | Nordwest        | Nordwest            | Nordwest  | Nordwest |
| ------------------- | --------------- | ------------------- | --------- | -------- |
| Tranmere Rovers     | 0:0 (4:3 i. E.) | Stockport County    | 2.223     |          |
| Macclesfield Town   | 2:4             | Crewe Alexandra     | 1.103     |          |
| FC Bury             | 0:0 (6:5 i. E.) | Shrewsbury Town     | 1.944     |          |
| Carlisle United     | 2:2 (4:3 i. E.) | Port Vale           | 2.273     |          |
| Nordost             |                 |                     |           |          |
| Burton Albion       | 1:2             | Rotherham United    | 1.360     |          |
| Hartlepool United   | 1:0             | Bradford City       | 1.728     |          |
| Sheffield Wednesday | 2:2 (8:7 i. E.) | FC Chesterfield     | 15.003    |          |
| Huddersfield Town   | 3:2             | Peterborough United | 2.904     |          |

### Southern Section
|                    | Ergebnis        |                   | Zuschauer |         |
| Südwest            | Südwest         | Südwest           | Südwest   | Südwest |
| ------------------ | --------------- | ----------------- | --------- | ------- |
| Bristol Rovers     | 1:0             | Aldershot Town    | 4.050     |         |
| Swindon Town       | 2:0             | Torquay United    | 3.625     |         |
| Cheltenham Town    | 0:2             | Plymouth Argyle   | 1.597     |         |
| Hereford United    | 0:3             | Exeter City       | 1.286     |         |
| Südost             |                 |                   |           |         |
| Colchester United  | 0:2             | Wycombe Wanderers | 2.379     |         |
| Leyton Orient      | 0:0 (4:5 i. E.) | FC Brentford      | 1.152     |         |
| Milton Keynes Dons | 1:2             | Charlton Athletic | 3.773     |         |
| FC Barnet          | 1:3             | Southend United   | 1.356     |         |

## Viertelfinale
Die Ziehung der Viertelfinals fand am 9. Oktober 2010 statt.

### Northern Section
|                     | Ergebnis |                   | Zuschauer |
| ------------------- | -------- | ----------------- | --------- |
| Carlisle United     | 3:1      | Crewe Alexandra   | 2.142     |
| Rotherham United    | 2:5      | Huddersfield Town | 2.185     |
| FC Bury             | 0:1      | Tranmere Rovers   | 1.961     |
| Sheffield Wednesday | 4:1      | Hartlepool United | 10.909    |

### Southern Section
|                   | Ergebnis        |                   | Zuschauer |
| ----------------- | --------------- | ----------------- | --------- |
| Swindon Town      | 1:1 (2:4 i. E.) | FC Brentford      | 3.469     |
| Plymouth Argyle   | 1:2             | Exeter City       | 9.431     |
| Southend United   | 0:1             | Charlton Athletic | 4.373     |
| Wycombe Wanderers | 3:6             | Bristol Rovers    | 1.591     |

## Halbfinale
Die Ziehung der Halbfinals fand am 13. November 2010 statt.

### Northern Section
|                 | Ergebnis |                     | Zuschauer |
| --------------- | -------- | ------------------- | --------- |
| Tranmere Rovers | 0:2      | Huddersfield Town   | 2.598     |
| Carlisle United | 3:1      | Sheffield Wednesday | 3.149     |

### Southern Section
|                | Ergebnis        |                   | Zuschauer |
| -------------- | --------------- | ----------------- | --------- |
| FC Brentford   | 0:0 (3:1 i. E.) | Charlton Athletic | 2.783     |
| Bristol Rovers | 2:2 (4:5 i. E.) | Exeter City       | 3.881     |

## Regionen Finale
Die Finalspiele der Northern und Southern Section dienen gleichzeitig als Halbfinale für den gesamten Wettbewerb.
Sie wurden in einem Hin- und Rückspiel entschieden.

### Northern Section
| Datum     |                   | Ergebnis |                   | Zuschauer |
| --------- | ----------------- | -------- | ----------------- | --------- |
| Hinspiel  | Carlisle United   | 4:0      | Huddersfield Town | 3.706     |
| Rückspiel | Huddersfield Town | 3:0      | Carlisle United   | 6.528     |
| Gesamt:   | Carlisle United   | 4:3      | Huddersfield Town | 3.706     |

### Southern Section
| Datum     |              | Ergebnis |              | Zuschauer |
| --------- | ------------ | -------- | ------------ | --------- |
| Hinspiel  | FC Brentford | 1:1      | Exeter City  | 3.093     |
| Rückspiel | Exeter City  | 1:2      | FC Brentford | 5.322     |
| Gesamt:   | FC Brentford | 3:2      | Exeter City  | 3.093     |

## Finale
| FC Brentford                                                          | FC Brentford | Carlisle United | Carlisle United |
| --------------------------------------------------------------------- | --- | --- | --------------- |
| FC Brentford                                                          | \| Sonntag, 3. April 2011 um 14:30 Uhr (MEZ) in London (Wembley-Stadion) \| \| Ergebnis: 0:1 (0:1) \| \| Zuschauer: 40.476 \| \| Schiedsrichter: Graham Salisbury \| \| Spielbericht \|                                                                      | \| Sonntag, 3. April 2011 um 14:30 Uhr (MEZ) in London (Wembley-Stadion) \| \| Ergebnis: 0:1 (0:1) \| \| Zuschauer: 40.476 \| \| Schiedsrichter: Graham Salisbury \| \| Spielbericht \|                                                    | Carlisle United |
| FC Brentford                                                          | Simon Moore – Craig Woodman (88. Kevin O’Connor), Karleigh Osborne, Robbie Neilson, Leon Legge – Sam Saunders, Myles Weston (78. Lewis Grabban), Toumani Diagouraga, Adam Reed (46. Marcus Bean), Gary Alexander, Jeffrey Schlupp Cheftrainer: Nicky Forster | Adam Collin – Frank Simek, Peter Murphy – Matty Robson, Ľubomír Michalík, Paul Thirlwell , Tom Taiwo (88. Rory Loy), Ben Marshall (23. Liam Noble), James Berrett, François Zoko (67. Paddy Madden), Craig Curran Cheftrainer: Greg Abbott | Carlisle United |
| FC Brentford                                                          | 0:1 Peter Murphy (12.) | | Carlisle United |
| FC Brentford                                                          | Adam Reed (20.), Leon Legge (24.), Toumani Diagouraga (85.) | Ľubomír Michalík (58.), Matty Robson (77.) | Carlisle United |
| FC Brentford                                                          | Toumani Diagouraga (87.) | | Carlisle United |
| Sonntag, 3. April 2011 um 14:30 Uhr (MEZ) in London (Wembley-Stadion) | | |                 |
| Ergebnis: 0:1 (0:1)                                                   | | |                 |
| Zuschauer: 40.476                                                     | | |                 |
| Schiedsrichter: Graham Salisbury                                      | | |                 |
| Spielbericht                                                          | | |                 |